# Adelosebastes
Adelosebastes is een monotypisch geslacht van straalvinnige vissen uit de familie van schorpioenvissen (Sebastidae).

## Soort
- Adelosebastes latens Eschmeyer, Abe & Nakano, 1979